# Nate Hinton
Nathaniel Robert Hinton, né le 8 juin 1999 à Gastonia en Caroline du Nord, est un joueur américain de basket-ball. Il mesure 1,91 m et évolue au poste d'arrière voire d'ailier.

## Biographie
En novembre 2020, il signe un contrat two-way avec les Mavericks de Dallas.
Le 30 décembre 2021, il signe pour 10 jours en faveur des Pacers de l'Indiana.
Le 7 avril 2022, il signe un contrat two-way en faveur des Pacers de l'Indiana.
En octobre 2023, il signe un contrat two-way avec les Rockets de Houston.